# Lajos Ferdinánd francia királyi herceg
Lajos Ferdinánd (franciául: Louis Ferdinand; Versailles, Francia Királyság, 1729. szeptember 4. – Fontainebleau, Francia Királyság, 1765. december 20.), Bourbon-házból származó francia királyi herceg, Vieonnois dauphinje, XV. Lajos francia király és Leszczyńska Mária királyné egyetlen felnőttkort megért fiúgyermekeként Franciaország trónörököse, aki még apja életében elhunyt.

## Származása
Lajos Ferdinánd francia királyi herceg, trónörökös 1729. szeptember 4-én született a versailles-i királyi kastélyban.
Édesapja a Bourbon-házból származó XV. Lajos francia király (1710–1774) volt, Lajos francia királyi hercegnek, Burgundia hercegének (1682–1712) és Mária Adelheid savoyai hercegnőnek (1685–1712) harmadik fia, XIV. Lajos király dédunokája.
Édesanyja a Leszczyński-házból származó Mária Zsófia lengyel királyi hercegnő (1703–1768) volt, I. (Leszczyński) Szaniszló király (1677–1766) és Katarzyna Opalińska lengyel grófnő (1680–1747) ifjabbik leánya.
A szülők házasságából tizenegy gyermek született, közöttük a negyedszülött, Lajos Ferdinánd herceg. A felnőttkort megért testvérek:
- Lujza Erzsébet (Izabella) (1727–1759), aki 1739-ben feleségül ment Fülöp spanyol infánshoz, Parma uralkodó hercegéhez.
- Anna Henrietta (1727–1752), Lujza Erzsébet hercegnő ikerhúga,
- Lajos Ferdinánd (1729–1765), a trónörökös,
- Mária Adelheid hercegnő (1732–1800)
- Viktória Lujza Mária Terézia hercegnő (1733–1799)
- Zsófia Filippina Erzsébet Jusztina hercegnő (1734–1782)
- Lujza Mária hercegnő (1737–1787)

## Házasságai és gyermekei

### Első házassága
Lajos Ferdinánd mint Franciaország trónörököse számára a királyi udvarnak gondoskodnia kellett az ifjú dauphin rangjához illő házasságáról. Ennek érdekében eljegyezték édesapja apai nagybátyja, a szintén Bourbon-házból származó V. Fülöp spanyol király és Farnese Erzsébet királyné leányával, a tizenkilenc éves Mária Terézia Rafaella infánsnővel. A házasságot 1745. június 20-án a versailles-i királyi kastélyban kötötték meg.
A szertartást követően hosszabb időn keresztül nem hálták el házasságukat, így az ifjú párt gúnyos megjegyzések érték az udvar részéről. Mária Terézia Rafaella azonban a házasságkötés után egy évvel, 1746. július 22-én, első gyermekének születése után néhány nappal, gyermekágyi lázban meghalt, kislánya, akit szintén Mária Terézia névre kereszteltek, huszonegy hónapos korában, 1748 áprilisában követte édesanyját a sírba.

### Második házassága
Felesége váratlan halála letaglózta az ifjú dauphint. Kedélye éveken át sem jött helyre, ennek ellenére a francia királyi udvar a mielőbbi trónörökös biztosítása érdekében már 1747-ben másodszor is megházasította. Második hitvese a Wettin-házból való Mária Jozefa Karolina szász hercegnő, III. Ágost lengyel király és a Habsburg-házból származó Ausztriai Mária Jozefa főhercegnő leánya volt.
A házasságkötésre 1747. február 9-én került sor a versailles-i kastélyban. Újdonsült feleségével nagyon bensőséges viszonyt alakított ki, elkötelezett volt iránta. A trónörökös párnak kilenc élő gyermeke született, de közülük is hárman meghaltak gyermekkorukban:
- halva született fiúgyermek (1748. január 30.)
- halva született fiúgyermek (1749. május 10.)
- Mária Zefirina királyi hercegnő (1750. augusztus 26. – 1755. szeptember 1.), kisgyermekként meghalt
- Lajos József Xavér, Burgundia hercege (1751. szeptember 13. – 1761. március 22.), fiatalon elhunyt
- halva született leánygyermek (1752. március 9.)
- Xavér Mária József, Aquitánia hercege (1753. szeptember 8. – 1754. február 22.), kisgyermekként meghalt
- Lajos Ágost, Berry hercege (1754. augusztus 23. – 1793. január 21.), 1774-től nagyapját követvén Franciaország királya
- Lajos Szaniszló, Provence grófja (1755. november 17. – 1824. szeptember 16.), fivérét követően az ország királya
- Károly Fülöp, Artois grófja (1757. október 9. – 1836. november 6.), testvéreit követően az ország utolsó Bourbon-házi királya
- Mária Adelheid Klotild szardíniai királyné (1759. szeptember 23. – 1802. március 7.), IV. Károly Emánuel szárd–piemonti király felesége
- Erzsébet Filippina Mária, Madame Elisabeth (1764. május 3. – 1794. május 10.), nem házasodott meg és nem születtek gyermekei.

### Franciaország trónörököse
Lajos Ferdinánd trónörökösként a jezsuita rend egyik jelentős támogatója volt, lánytestvérei a korabeli keresztény herceg ideálját látták benne. Noha édesapja, XV. Lajos igyekezett egyetlen fiát mindenféle politikai tevékenységtől távol tartani, Lajos Ferdinánd körül csoportosultak a francia keresztény párt hívei, akik a dauphin trónra kerülésével a keresztény párt hatalmának növekedését remélték.
- Édesanyjával, Leszczyńska Mária lengyel királyi hercegnővel
- Lajos Ferdinánd trónörökös herceg (1764)
- Felesége, Mária Jozefa Karolina szász hercegnő, lengyel királyi hercegnő

### Halála
Lajos Ferdinánd végül mégsem követhette édesapját a királyi trónon. 1765-ben tuberkulózis fertőzte meg, és 1765. december 20-án, 36 éves korában Fontainebleau-ban meghalt. Szülei túlélték őt. Halála után a francia trón várományosa legidősebb fia, a 11 éves Lajos Ágost királyi herceg, Berry hercege lett, aki nagyapjának, XV. Lajosnak halála után, 1774-ben foglalta el a trónt XVI. Lajos néven.